# Joan de Leeds
Joan de Leeds o Johannas de Ledes (principios del siglo XIV) fue una monja inglesa que, aburrida de su vida monástica y de clausura, en algún momento de 1318 escapó del priorato de San Clemente de York para viajar a Beverley, donde fue acusada de vivir con un hombre. Para escapar, fingió una enfermedad mortal y construyó un muñeco de sí misma, que sus colegas enterraron en tierra sagrada. Cuando el arzobispo de York, Guillermo de Melton, se enteró de esto, escribió a las autoridades religiosas de Beverley explicando las faltas de Juana e instruyendo que la devolvieran inmediatamente a San Clemente. No se registra si alguna vez regresó, y todo lo que se sabe de su vida y carrera proviene de tres cartas que se encuentran en el cartulario arzobispal de Melton.

## Fuga del convento

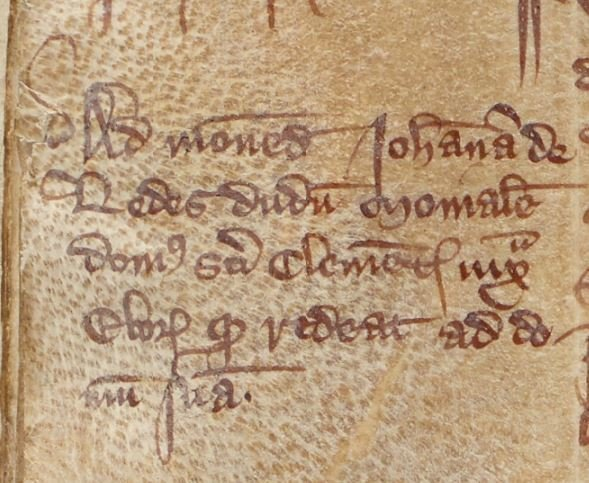
Mención a "Johannes de Ledes" en los registros de Melton

Joan de Leeds residía en la Iglesia de San Clemente de York (también conocido como Clementhorpe), un convento benedictino, en los primeros años del siglo XIV. Todo lo que se sabe de su vida proviene de tres cartas copiadas en un registro del arzobispo de York, que los eruditos creen que son copias de las cartas originales de Melton. Una de estas cartas fue noticia en 2019. En 2020 se descubrieron dos cartas más, previamente desconocidas, sobre Joan.
En 1318, cansada de su vida cerrada, Joan fingió una dolencia mortal y luego su propia muerte.. Creó un maniquí "a semejanza de su cuerpo", para ser enterrado en lugar de su cadáver. Al parecer, algunas monjas colaboraron con su plan, , aunque no se sabe con certeza si lo hicieron por voluntad propia o si fueron engañadas para que la ayudaran. Creyendo -o fingiendo creer- que estaba muerta, y tal vez engañadas por el maniquí, lo enterraron como ella "en un espacio sagrado entre las religiosas de ese lugar", escribió el arzobispo Melton.. Se desconocen los motivos de Juana para escapar del convento, pero el arzobispo lo atribuye a un deseo de seguir "el camino de la lujuria carnal", algo que no podía hacer en las órdenes al haber hecho votos de pobreza y castidad.
Joan finalmente fue descubierta en Beverley, a unas 30 millas (48,3 km) de Clementhorpe, viviendo "indecentemente"  con un hombre. Cuando esto se supo, causó un escándalo a nivel local. Melton le ordenó que regresara a su priorato, y fue denunciada como apóstata por fugarse voluntariamente.
Se desconoce si ella alguna vez regresó, y es posible que el arzobispo considerara que había cumplido con su deber al exigir que ella regresara sin tomar medidas para garantizar que se hiciera cumplir su edicto. Sin embargo, una carta a Melton de un sacerdote local, fechada el 26 de agosto de 1318, informó al arzobispo que se había acercado al sacerdote con su registro de eventos, confirmando específicamente que había fingido su muerte para fugarse.

## Contexto
Joan no fue la primera monja fugitiva con la que tuvieron que lidiar en la iglesia de San Clemente de York. En 1301, otra monja conocida solo como Cecily se había encontrado con un grupo de hombres a caballo en la puerta del priorato; quitándose el hábito, se puso un vestido corriente y escapó a Darlington, donde vivió con un tal Gregory de Thornton durante los siguientes tres años. En 1310, una de las monjas, Joan de Saxton, había sido castigada por el arzobispo William Greenfield por delitos desconocidos, pero que, según la historiadora Eileen Power, probablemente implicaban inmoralidad. Aunque el castigo se redujo posteriormente, Greenfield escribió a la priora, Agnes de Methelay, estableciendo ciertas condiciones para la conducta futura de Joan de Saxton. Entre otras restricciones, no podía salir del claustro excepto acompañada de otras monjas. Se le prohibió recibir visitas y tener algo que ver con Lady de Walleys: si de Walleys visitaba Clementhorpe, de Saxton "debía ser despedido antes de Pentecostés". Por su parte, a la priora se le prohibía emplear en el priorato a niñas mayores de 12 años, excepto cuando fuera absolutamente inevitable. Solo un año antes de la fuga de Juana de Leeds, Melton había dado instrucciones al priorato de que "no se permitiría el acceso frecuente de hombres y mujeres a la casa, para que no surgieran males o escándalos".Sin embargo, los problemas continuaron en Clementhorpe; en 1318, Melton reprendió al priorato por no hacer cumplir el silencio apropiado en el claustro, y, luego de más problemas con monjas problemáticas, de Methelay renunció como priora en 1324.

## Significado histórico
La historia de Juana de Leeds salió a la luz en 2019, cuando un proyecto de investigación del Instituto de Archivos Borthwick de la Universidad de York —dirigido por la profesora Sarah Rees Jones— que examinaba el Registro de los arzobispos de York de 1305 a 1405 descubrió la identidad de las notas del escriba sobre la monición del Arzobispo. Es probable que la anotación del escriba sea una copia de la carta del arzobispo al deán de Beverley. Los libros acompañarían a cada Arzobispo en sus viajes peripatéticos por el Arzobispado, y contenían desde cuentas de pensiones y becas, hasta las ordenaciones que llevó a cabo.
Rees Jones describió la historia de Joan como "extraordinaria, como un boceto de Monty Python", y señaló, sin embargo, que no sabemos qué sucedió con ella o su caso con Melton. Esto no era, dijo Jones, inusual:"hay varios casos de monjes y monjas 'fugitivos' de varias casas religiosas en los registros. Pero no siempre obtenemos tantos detalles como este, y no siempre tenemos la historia completa. Las mujeres a menudo ingresaban a los conventos en la adolescencia, y tales cambios de corazón sobre su vocación no eran infrecuentes". Los comentaristas modernos han descrito a Joan de Leeds como "rebelde"  y "subida de tono".

## Representación ficticia
En julio de 2019 The Stage anunció que la historia de Joan de Leeds se representaría en el New Diorama Theatre de Londres en diciembre de ese año, describiéndola como un "espectáculo navideño alternativo".La novelista histórica Candace Robb centró su libro de 1995 A Nun's Tale en la historia de Joan de Leeds, aunque movió la cronología a un período posterior en el siglo XIV.